# Fußball-Club Bayern Hof 1910 1975-1976
Questa voce raccoglie le informazioni riguardanti il Fußball-Club Bayern Hof 1910 nelle competizioni ufficiali della stagione 1975-1976.

## Stagione
Nella stagione 1975-1976 il Bayern Hof, allenato da Heinz Elzner, concluse il campionato di 2. Bundesliga al 9º posto. In Coppa di Germania il Bayern Hof fu eliminato agli ottavi di finale dall'Amburgo.

## Rosa
| N. |                     | Ruolo | Calciatore          |
| -- | ------------------- | ----- | ------------------- |
|    | Germania (bandiera) | P     | Norbert Kleider     |
|    | Germania (bandiera) | P     | Manfred Seifert     |
|    | Germania (bandiera) | D     | Helmut Achatz       |
|    | Germania (bandiera) | D     | Franz Dürrschmidt   |
|    | Germania (bandiera) | D     | Rudolf Fichtner     |
|    | Germania (bandiera) | D     | Dieter Peterzelka   |
|    | Germania (bandiera) | D     | Lothar Wolf         |
|    | Germania (bandiera) | C     | Klaus-Ulrich Blümig |
|    | Germania (bandiera) | C     | August Deutscher    |
|    | Germania (bandiera) | C     | Hans-Oskar Feulner  |

| N. |                     | Ruolo | Calciatore       |
| -- | ------------------- | ----- | ---------------- |
|    | Germania (bandiera) | C     | Klaus Klein      |
|    | Germania (bandiera) | C     | Siegfried Sieber |
|    | Germania (bandiera) | C     | Siegfried Stark  |
|    | Germania (bandiera) | C     | Werner Thüroff   |
|    | Spagna (bandiera)   | A     | José Diaz        |
|    | Germania (bandiera) | A     | Reinhard Lippert |
|    | Germania (bandiera) | A     | Herbert Renner   |
|    | Germania (bandiera) | A     | Bertram Stahl    |
|    | Germania (bandiera) | A     | Hartmut Werner   |
|    | Germania (bandiera) | A     | Karl-Heinz Zapf  |

## Organigramma societario
Area tecnica
- Allenatore: Heinz Elzner
- Allenatore in seconda:
- Preparatore dei portieri:
- Preparatori atletici:

## Calciomercato

### Sessione estiva
| Acquisti | Acquisti       | Acquisti | Acquisti |
| R.       | Nome           | da       | Modalità |
| -------- | -------------- | -------- | -------- |
| A        | Herbert Renner | Magonza  |          |

| Cessioni | Cessioni        | Cessioni      | Cessioni |
| R.       | Nome            | a             | Modalità |
| -------- | --------------- | ------------- | -------- |
| C        | Ludwig Schuster | Bayern Monaco |          |

### Sessione invernale
| Acquisti | Acquisti | Acquisti | Acquisti |
| R.       | Nome     | da       | Modalità |
| -------- | -------- | -------- | -------- |

| Cessioni | Cessioni | Cessioni | Cessioni |
| R.       | Nome     | a        | Modalità |
| -------- | -------- | -------- | -------- |

## Risultati

### 2. Bundesliga

#### Girone di andata
| Arbitro: | Boos |

|            |           |                    |
| Achatz 49’ | Marcatori | 4’ Haug 37’ Renner |

| Arbitro: | Dellwing |

|                          |           |            |
| Spasovski 25’ Traser 44’ | Marcatori | 60’ Werner |

| Arbitro: | Hellwig |

|            |           |  |
| Achatz 28’ | Marcatori |  |

| Arbitro: | Linn |

|                 |           |  |
| Erhart 52’, 88’ | Marcatori |  |

| Arbitro: | Clajus |

|                                               |           |                    |
| Werner 39’ Dürrschmidt 56’ (rig.) Feulner 77’ | Marcatori | 9’ Lenz 55’ Diener |

| Arbitro: | Frickel |

|  |           |                                |
|  | Marcatori | 15’ Achatz 48’ Wolf 84’ Werner |

| Arbitro: | Wohlfarth |

|  |           |            |
|  | Marcatori | 3’ Mießmer |

| Arbitro: | Engel |

|                    |           |  |
| Bordt 33’ Genz 34’ | Marcatori |  |

| Arbitro: | Blum |

|                                |           |  |
| Wolf 12’ Achatz 38’ Werner 84’ | Marcatori |  |

| Arbitro: | Nützel |

|               |           |                                 |
| Haunstein 56’ | Marcatori | 34’ Werner 62’ Lippert 83’ Zapf |

| Arbitro: | Dölfel |

|                        |           |  |
| Werner 31’ Feulner 57’ | Marcatori |  |

| Arbitro: | Luca |

|          |           |  |
| Jörg 16’ | Marcatori |  |

| Arbitro: | Boos |

|                                                                   |           |                              |
| Werner 29’ Piller 48’ (aut.) Dürrschmidt 53’ (rig.) Deutscher 55’ | Marcatori | 70’ (rig.) Eippert 82’ Kromm |

| Arbitro: | Schröder |

|  |           |            |
|  | Marcatori | 74’ Werner |

| Arbitro: | Eichhorn |

|                     |           |  |
| Zapf 33’ Werner 72’ | Marcatori |  |

| Arbitro: | Haselberger |

|                           |           |            |
| Sichmann 38’ Sommerer 45’ | Marcatori | 82’ Werner |

| Arbitro: | Schmoock |

|                                                               |           |                   |
| Meininger 8’ Walitza 28’, 36’ Nüssing 50’ Petrovic 68’ (rig.) | Marcatori | 72’ (rig.) Sieber |

| Arbitro: | Klauser |

|            |           |  |
| Renner 50’ | Marcatori |  |

| Arbitro: | Stegner |

|  |           |          |
|  | Marcatori | 40’ Zapf |

#### Girone di ritorno
| Arbitro: | Hellwig |

|                 |           |            |
| Holoch 18’, 84’ | Marcatori | 88’ Renner |

| Arbitro: | Röder |

|                                |           |                                  |
| Klein 47’ Zapf 64’ Feulner 71’ | Marcatori | 14’, 18’, 74’ Magath 50’ Schmidt |

| Arbitro: | Kuhn |

|              |           |                               |
| Granitza 16’ | Marcatori | 10’ Lippert 23’ Wolf 75’ Zapf |

| Arbitro: | Clajus |

|             |           |            |
| Feulner 67’ | Marcatori | 22’ Erhart |

| Arbitro: | Niebergall |

|                                  |           |  |
| Diener 24’ Nicastro 46’ Lenz 67’ | Marcatori |  |

| Arbitro: | Langhans |

|                        |           |               |
| Dürrschmidt 31’ (rig.) | Marcatori | 11’ Schneider |

| Arbitro: | Greiner |

|                             |           |            |
| Adler 43’ Sebert 86’ (rig.) | Marcatori | 63’ Werner |

| Arbitro: | Scheffner |

|            |           |  |
| Werner 62’ | Marcatori |  |

| Arbitro: | Dreher |

|            |           |             |
| Wagner 37’ | Marcatori | 21’ Feulner |

| Arbitro: | Dölfel |

|  |           |                         |
|  | Marcatori | 24’ Hartwig 88’ Nielsen |

| Arbitro: | Quindeau |

|                |           |                      |
| Thaumüller 40’ | Marcatori | 3’ Blümig 15’ Werner |

| Arbitro: | Ross |

|               |           |                         |
| Zapf 49’, 58’ | Marcatori | 32’ Hoffmann 61’ Haller |

| Arbitro: | Dahler |

|          |           |                              |
| Lühr 44’ | Marcatori | 4’, 22’, 87’ Werner 23’ Zapf |

| Arbitro: | Blum |

|                                      |           |                               |
| Werner 15’ Zapf 18’ Feulner 31’, 48’ | Marcatori | 19’ Nickel 32’ Göppl 71’ Bopp |

| Arbitro: | Schumann |

|            |           |                        |
| Holste 77’ | Marcatori | 19’ Werner 71’ Feulner |

| Arbitro: | Möckel |

|                      |           |              |
| Werner 61’ Klein 79’ | Marcatori | 89’ Sichmann |

| Arbitro: | Riegg |

|          |           |                     |
| Zapf 32’ | Marcatori | 49’ (rig.) Petrovic |

| Arbitro: | Aldinger |

|                             |           |  |
| Schäfer 20’, 57’ Hilkes 29’ | Marcatori |  |

| Arbitro: | Eichhorn |

|                                |           |                                                    |
| Werner 2’ Zapf 53’ Feulner 65’ | Marcatori | 61’ Dietterle 66’ Ohlicher 70’ Müller 79’ Schmider |

### Coppa di Germania
| Arbitro: | Gaus |

|           |           |                        |
| Geier 18’ | Marcatori | 30’ Achatz 66’ Feulner |

| Arbitro: | Rieb |

|           |           |                              |
| Kraus 21’ | Marcatori | 31’ Feulner 98’, 107’ Werner |

| Arbitro: | Linn |

|                          |           |                                             |
| Jendrossek 7’ Krause 87’ | Marcatori | 10’ Lippert 29’ (rig.) Dürrschmidt 31’ Zapf |

| Arbitro: | Engel |

|  |           |                          |
|  | Marcatori | 9’ Bjørnmose 65’ Volkert |

## Statistiche

### Statistiche di squadra
| Competizione      | Punti | In casa | In casa | In casa | In casa | In casa | In casa | In trasferta | In trasferta | In trasferta | In trasferta | In trasferta | In trasferta | Totale | Totale | Totale | Totale | Totale | Totale | DR |
| Competizione      | Punti | G       | V       | N       | P       | Gf      | Gs      | G            | V            | N            | P            | Gf           | Gs           | G      | V      | N      | P      | Gf     | Gs     | DR |
| ----------------- | ----- | ------- | ------- | ------- | ------- | ------- | ------- | ------------ | ------------ | ------------ | ------------ | ------------ | ------------ | ------ | ------ | ------ | ------ | ------ | ------ | -- |
| 2. Bundesliga     | 41    | 19      | 10      | 4       | 5       | 35      | 26      | 19           | 8            | 1            | 10           | 25           | 30           | 38     | 18     | 5      | 15     | 60     | 56     | +4 |
| Coppa di Germania | -     | 1       | 0       | 0       | 1       | 0       | 2       | 3            | 3            | 0            | 0            | 8            | 4            | 4      | 3      | 0      | 1      | 8      | 6      | +2 |
| Totale            | 41    | 20      | 10      | 4       | 6       | 35      | 28      | 22           | 11           | 1            | 10           | 33           | 34           | 42     | 21     | 5      | 16     | 68     | 62     | +6 |

### Andamento in campionato
| Giornata  | 1  | 2  | 3  | 4  | 5  | 6  | 7  | 8  | 9  | 10 | 11 | 12 | 13 | 14 | 15 | 16 | 17 | 18 | 19 | 20 | 21 | 22 | 23 | 24 | 25 | 26 | 27 | 28 | 29 | 30 | 31 | 32 | 33 | 34 | 35 | 36 | 37 | 38 |
| --------- | -- | -- | -- | -- | -- | -- | -- | -- | -- | -- | -- | -- | -- | -- | -- | -- | -- | -- | -- | -- | -- | -- | -- | -- | -- | -- | -- | -- | -- | -- | -- | -- | -- | -- | -- | -- | -- | -- |
| Luogo     | C  | T  | C  | T  | C  | T  | C  | T  | C  | T  | C  | T  | C  | T  | C  | T  | T  | C  | T  | T  | C  | T  | C  | T  | C  | T  | C  | T  | C  | T  | C  | T  | C  | T  | C  | C  | T  | C  |
| Risultato | P  | P  | V  | P  | V  | V  | P  | P  | V  | V  | V  | P  | V  | V  | V  | P  | P  | V  | V  | P  | P  | V  | N  | P  | N  | P  | V  | N  | P  | V  | N  | V  | V  | V  | V  | N  | P  | P  |
| Posizione | 15 | 16 | 15 | 17 | 15 | 10 | 14 | 16 | 12 | 10 | 8  | 9  | 8  | 7  | 7  | 8  | 8  | 8  | 7  | 7  | 9  | 8  | 8  | 9  | 7  | 10 | 8  | 7  | 9  | 8  | 10 | 9  | 8  | 9  | 8  | 8  | 9  | 9  |

Legenda:

Luogo: C = Casa; T = Trasferta. Risultato: V = Vittoria; N = Pareggio; P = Sconfitta.

### Statistiche dei giocatori
| Giocatore      | 2. Bundesliga | 2. Bundesliga | 2. Bundesliga | 2. Bundesliga | Coppa di Germania | Coppa di Germania | Coppa di Germania | Coppa di Germania | Totale   | Totale | Totale      | Totale     |
| Giocatore      | Presenze      | Reti          | Ammonizioni   | Espulsioni    | Presenze          | Reti              | Ammonizioni       | Espulsioni        | Presenze | Reti   | Ammonizioni | Espulsioni |
| -------------- | ------------- | ------------- | ------------- | ------------- | ----------------- | ----------------- | ----------------- | ----------------- | -------- | ------ | ----------- | ---------- |
| H. Achatz      | 26            | 4             | 3             | 0             | 4                 | 1                 | 0                 | 0                 | 30       | 5      | 3           | 0          |
| K. Blümig      | 28            | 1             | 0             | 0             | 2                 | 0                 | 0                 | 0                 | 30       | 1      | 0           | 0          |
| A. Deutscher   | 13            | 1             | 0             | 0             | 2                 | 0                 | 0                 | 0                 | 15       | 1      | 0           | 0          |
| J. Diaz        | 3             | 0             | 0             | 0             | 0                 | 0                 | 0                 | 0                 | 3        | 0      | 0           | 0          |
| F. Dürrschmidt | 33            | 3             | 3             | 0             | 3                 | 1                 | 0                 | 0                 | 36       | 4      | 3           | 0          |
| H. Feulner     | 35            | 9             | 0             | 0             | 3                 | 2                 | 0                 | 0                 | 38       | 11     | 0           | 0          |
| R. Fichtner    | 34            | 0             | 1             | 0             | 3                 | 0                 | 0                 | 0                 | 37       | 0      | 1           | 0          |
| N. Kleider     | 31            | 0             | 0             | 0             | 1                 | 0                 | 0                 | 0                 | 32       | 0      | 0           | 0          |
| K. Klein       | 36            | 2             | 0             | 0             | 3                 | 0                 | 0                 | 0                 | 39       | 2      | 0           | 0          |
| R. Lippert     | 32            | 2             | 2             | 0             | 4                 | 1                 | 0                 | 0                 | 36       | 3      | 2           | 0          |
| D. Peterzelka  | 9             | 0             | 1             | 0             | 2                 | 0                 | 0                 | 0                 | 11       | 0      | 1           | 0          |
| H. Renner      | 15            | 2             | 1             | 1             | 3                 | 0                 | 0                 | 0                 | 18       | 2      | 1           | 1          |
| M. Seifert     | 9             | 0             | 0             | 0             | 3                 | 0                 | 0                 | 0                 | 12       | 0      | 0           | 0          |
| S. Sieber      | 27            | 1             | 2             | 0             | 3                 | 0                 | 0                 | 0                 | 30       | 1      | 2           | 0          |
| B. Stahl       | 1             | 0             | 0             | 0             | 0                 | 0                 | 0                 | 0                 | 1        | 0      | 0           | 0          |
| S. Stark       | 13            | 0             | 6             | 0             | 1                 | 0                 | 0                 | 0                 | 14       | 0      | 6           | 0          |
| W. Thüroff     | 11            | 0             | 0             | 0             | 0                 | 0                 | 0                 | 0                 | 11       | 0      | 0           | 0          |
| H. Werner      | 34            | 20            | 2             | 0             | 3                 | 2                 | 0                 | 0                 | 37       | 22     | 2           | 0          |
| L. Wolf        | 38            | 3             | 2             | 0             | 4                 | 0                 | 0                 | 0                 | 42       | 3      | 2           | 0          |
| K. Zapf        | 38            | 11            | 0             | 0             | 4                 | 1                 | 1                 | 0                 | 42       | 12     | 1           | 0          |